# Pašino Polje
Pašino Polje (cyr. Пашино Поље) – wieś w Czarnogórze, w gminie Žabljak. W 2011 roku liczyła 9 mieszkańców.